# Eugenio Espinoza
Eugenio Baldomero Espinoza Hidalgo (Tulcán, 29 de agosto de 1937- Quito 26 de abril de 2021) fue un ex boxeador ecuatoriano. Llegó a estar ubicado como número cuatro de la clasificación mundial de boxeo en la década de los sesenta, habiéndose enfrentado a boxeadores de gran fama mundial como: Eddy Perkins, Morochito Hernández, José “Mantequilla” Nápoles, Rocky Valdez, Flash Elorde, Peppermint Fraser, Jaguar Kakizawa, Jaime Valladares, etc.

## Vida
Eugenio Espinoza nació en Tulcán, Ecuador, en el seno de una familia de clase pobre; eran seis hermanos con muchas necesidades, su padre murió cuando él apenas tenía dos años de edad. Su niñez la vivió en Riobamba donde, según una anécdota contada por él mismo, la gente le otorgaba comida a cambio de que golpease a otros niños en pequeños combates callejeros, siendo esta una de las formas que tenía para poder comer algo durante el día. Eugenio se dio cuenta de que tenía la habilidad innata para el boxeo; en su primeros años como boxeador no se preparó en un gimnasio ni tampoco tenía un entrenador, trabajó como zapatero, cargador, mecánico; esto, sumado a largas caminatas que realizaba, le permitió mantenerse en forma. Se casó a los 23 años con María Piedad Alfaro con la cual tuvo cuatro hijos.

## Carrera
En sus primeros años como boxeador se hizo de una gran reputación en el boxeo de su país, estuvo invicto en sus primeros 31 combates. Uno de sus combates más recordados fue el que disputó en la ciudad de Quito frente al también ecuatoriano Jaime Valladares el 20 de julio de 1963, ganando por KO en el cuarto round. Dos meses después, el 14 de septiembre de 1963, en revancha disputada la victoria fue para Jaime Valladares por KO en el octavo round. Estos combates fueron considerados por los aficionados y entendidos del boxeo como verdaderas guerras.
El 26 de septiembre de 1965 obtuvo el título ecuatoriano Wélter Junior frente a Daniel Guanín por decisión en 12 asaltos.
Queda como dato sus participaciones en el extranjero frente a José ”Mantequilla” Nápoles, en México; Carlos "Morocho" Hernández, en Venezuela; Ismael Laguna, en Panamá; Jaguar Kakizawa, en Japón; y, René Barrientos, en Filipinas.

## Retiro
A pesar de haber gozado de una gran popularidad y de las cuantiosas bolsas de dinero que obtuvo en sus combates frente a Eddy Perkins, Morochito Hernández, Rodrigo «Rocky» Valdez, etc., Eugenio Espinoza se retiró pobre en 1971 después de caer derrotado por decisión frente a Ramiro “Clay” Bolaños. Actualmente vive en el barrio la Tola en Quito junto con su esposa María Piedad; está jubilado